# Erik Björkdal
Erik Anton Björkdal est un météorologue suédois qui fut étudiant à l'école de météorologie de Bergen où fut développé la théorie des fronts. Sa contribution fut principalement dans le domaine de la météorologie dynamique. Parmi ses travaux,  il faut mentionner celui sur la corrélation entre le géopotentiel de la tropopause et la température de la troposphère.

## Biographie
Björkdal est né le 21 février 1899 à Vimmerby en Suède. Après ses études secondaires, il fut admis à l'Université d'Uppsala et y obtint son agrégation en 1920. Cependant, dès 1919, il fut employé de Wilhelm Bjerknes comme assistant à l'école de météorologie de Bergen. Après ses études, il fut transféré à l'Institut météorologique norvégien à Oslo où il devint chef de division en 1937.
Au cours de la Seconde Guerre mondiale, il remplaça durant une certaine période le directeur de l'Institut, le Dr Th. Hesselberg, absent en raison de problèmes de santé. Il devint finalement chef de la météorologie de l'Institut suédois de météorologie et d'hydrologie à Stockholm en 1949.
Björkdal était un collaborateur actif au niveau international avec l'Organisation météorologique mondiale (OMM), entre autres avec la Commission de météorologie synoptique, dont il fut vice-président à partir de 1951, et avec la sous-commission des télécommunications, dont il fut président à partir de 1949.
Björkdal est décédé le 30 mai 1952 à Stockholm.